# Luka Dončić
Luka Dončić (* 28. února 1999 Lublaň) je slovinský basketbalista srbského původu, hrající od roku 2025 za tým Los Angeles Lakers v NBA.

## Profesionální kariéra
V letech 2015–2018 hrál za španělský klub Real Madrid Baloncesto ve Španělské basketbalové lize a Eurolize. V sezoně 2017/18 činil jeho průměr v Eurolize 16,0 bodů na zápas, ve Španělské basketbalové lize 12,5 bodů. V roce 2018 byl draftován do NBA týmem Atlanta Hawks, vzápětí byl ale vytrejdován do týmu Dallas Mavericks.   2.2. 2025 byl vyměněn do týmu Los Angeles Lakers za Anthonyho Davise.
Luca Dončić v roce 2019 podepsal smlouvu se značkou Jordan Brand a od té doby má díky nim také svoji vlastní řadu basketbalových bot, které jsou u fanoušků velmi oblíbené.

### Sezona 2018/19
Při zápasu proti Los Angeles Clippers 21. prosince vstřelil 32 bodů, proměnil 10 z 20 střeleckých pokusů (0,500) a 9 ze 13 trestných hodů (0,692). Následující měsíc zaznamenal osobní maximum, 35 bodů (a celkově druhý triple–double), v jednom zápasu.